# Tuisto

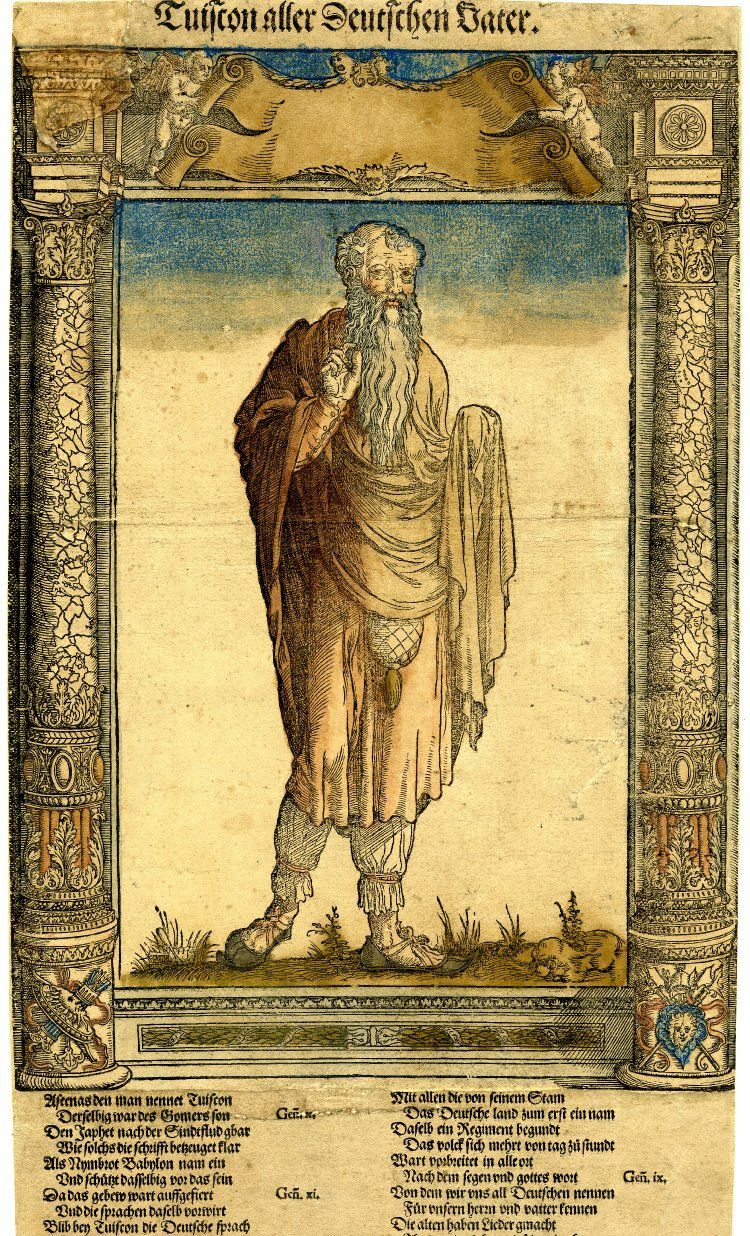
Tuisto, hier Tuiscon genannt (Nikolaus Stör c. 1543; Bildunterschrift: Burkard Waldis)

Tuisto war laut Tacitus der göttliche Stammvater der Germanen.
Der Name Tuisto ist lediglich in Tacitus’ Werk Germania bezeugt:

“Celebrant carminibus antiquis (quod unum apud illos memoriae et annalium genus est ) Tuisconem deum Terra editum et filium Mannum originem gentis conditorisque.”

„Als Stammväter und Begründer ihrer Völkerschaft verherrlichen sie [die Germanen] in alten Liedern – der einzigen Art historischer Überlieferung, die es bei ihnen gibt – Tuisto, einen der Erde entsprossenen Gott, und seinen Sohn Mannus.“

Die Handschrift der Germania bietet nur eine Schreibweise des Namens Tuisto (Nominativ, wozu Tuistonem der Akkusativ ist). (Zu überdenken ist:)
Eine Entscheidung zwischen den beiden Namensformen ist weder von der Überlieferung noch von der Etymologie her möglich. Beide können auf ein Element urgermanisch *twis- „zwei-“ zurückgeführt werden. Bei Tuisconem läge eine Weiterbildung mit dem Suffix urgermanisch *-ka- (urgermanisch *twis-ka- „zweifach“, fortgesetzt in althochdeutsch zwisc, mittelhochdeutsch zwisch, angelsächsisch twisc „zweifach“), bei Tuistonem dagegen eine Weiterbildung mit dem Suffix urgermanisch *-ta- (urgermanisch *twis-ta- „zweiteilig“, fortgesetzt in neuhochdeutsch Zwist, altenglisch tvist „Gabel“, altisländisch tvistr „zweigeteilt“, altisländisch tvistra „trennen“) vor. Wie die Namensform auch anzusetzen ist, in beiden Fällen ist der Name wohl als Zwitter zu verstehen. Der zweigeschlechtliche Tuisto ist ein aus der Erde geborener Gott, wobei man vermutet, dass die Germanen sich diese als Mutter Erde vorstellten.
Zweigeschlechtliche Urwesen kommen in der mythologischen Vorstellung häufiger vor. Eine Parallele findet sich etwa in der altnordischen Mythologie in Gestalt des Urriesen Ymir.
Tuisto ist sprachlich möglicherweise mit Tvashtri verwandt; dem androgynen altvedischen Schöpfergott.

## Neuzeitliche Rezeption
Mit der Wiederentdeckung der Germania im 16. Jahrhundert wurde auch Tuisto wiederentdeckt, wobei auch verschiedene (fehlerhafte) Schreibweisen, wie Thuiskon, überliefert sind.  Er fungierte fortan als Stammvater der deutschen Nation und wurde als solcher in unzähligen Werken zeitgenössischer Schriftsteller und Dichter verewigt. Im 16. Jahrhundert waren die Autoren noch darum bemüht, ihn in einen christlichen Kontext einzubetten und als Enkel oder Urenkel Noahs darzustellen. Diese Rezeption findet sich unter anderem bei folgenden Autoren:
- Burkhard Waldis erwähnt ihn in seinem Werk Ursprung und Herkommen der zwölf ersten alten Könige und Fürsten Deutscher Nation aus dem Jahre 1543.
- In Johannes Aventinus’ Bairischer Chronik (1554) werden, wie bei Waldis, neben „Tuiscon, aller Deudschen vatter“, eine ganze Reihe fiktiver Figuren zu einem Nationalmythos zusammengefügt.
- Der Historiker Matthias Quad greift diesen Mythos in seiner Memorabilia mundi ebenfalls auf:

Ascenas den man nennt Tuiscon /

Derselbig war deß Gomers Sohn

Den Japhet nach der Sündfluht gbar /

Wie solchs die Schrifft bezeuget klar /

Als Nymbrot Babylon nam ein

Vnd schätzt dasselbig für das sein /

Da daß gebew wardt auffgeführt /

Vnd die Sprachen daselbst verwirrt:

Blieb bey Tuiscon die Teutsche sprach

Vnd bey seinem geschlecht hernach:

Vom Vatter Noha gfertiget ab /

Der ihm auch disen rat eingab /

mit allen die von seinem Stam /

Daß Teutsche landt zu erst einnam /

Daselbst ein Regiment begundt. (…)
- Bei Elias Schedius und Sigmund von Birken findet man Ausläufer dieses Mythos noch im 17. Jahrhundert. In Birkens Sächsischem Helden-Saal (1677) heißt es: „So ist dann / dieser Ascenas / ein Ertz-Vater der Teutschen gewesen / welche auch von den Ebreern / Aschenazim genennet werden.“[2]
- Daniel Casper von Lohenstein lässt seine Barden im ersten Buch des ersten Teils seines Romans Großmüthiger Feldherr Arminius[3] singen:

Tuiscons Seele lebt in unsrer Helden Leibern /

Sie führt wie Alemann die Löwen an der Hand /

Hat Hermion gemacht Kriegs-Helden auch aus Weibern /

So ist dem Herrmann auch die Kunst nicht unbekandt /

Wenn von Thußneldens Schwerdt / und von Ismenens Spißen

Geharnschte Fürsten falln und ihre Bůgel küssen.
Im 18. Jahrhundert löste sich Thuiskon vom christlichen Kontext und wird unter anderem von folgenden Autoren erwähnt:
- In Anton von Kleins und Ignaz Holzbauers Oper Günther von Schwarzburg ruft der Titelheld im elften Auftritt des ersten Aktes seinem Heer zu:

Männer! Männer! euer Kampf ist Wirbelflamme,

Die erzne Thürm wie Heu verschlingt!

Vater Teut! die hier – sie sind von deinem Stamme!

Wie wider die Entarteten ihr Auge Unmuth winkt!

Vaterland! So ruf ich euern Seelen,

Wenn hunderttausend Feinde drohn!

Vaterland! könnt ihr noch Feinde zählen? (…)

Vaterland! An eurer Stirne glänzt Thuiskons Namen!
- Friedrich Gottlieb Klopstock verfasste 1764 die Ode Thuiskon,[4] erwähnt ihn aber auch in anderen Werken.
- Joseph Martin Kraus erwähnt ihn in seinem Lied „Ich bin ein deutscher Jüngling“, einer Replik auf Klopstocks Vaterlandslied: „Wer nicht stammt von Thuiskon, der sehe nach dem Mädchen nicht.“